# The Virginia EP
The Virginia EP è un EP del gruppo musicale statunitense indie rock dei The National, pubblicato nel 2008.
Il disco contiene B-side, demo e registrazioni live relative al quarto album in studio del gruppo, ossia Boxer (2007).
Ne è stata distribuita una versione che include il DVD contenente il film-documentario A Skin, A Night, diretto da Vincent Moon.

## Tracce
Tutte le tracce sono state scritte dai The National, eccetto dove indicato.
1. You've Done It Again, Virginia – 3:09
2. Santa Clara – 4:05
3. Blank Slate – 3:15
4. Tall Saint (Demo) – 3:44
5. Without Permission – 3:37 (Caroline Martin)
6. Forever After Days (Demo) – 3:01
7. Rest of Years (Demo) – 3:40
8. Slow Show (Demo) – 3:28
9. Lucky You (Daytrotter Session) – 3:56
10. Mansion on the Hill (Live) – 4:38 (Bruce Springsteen)
11. Fake Empire (Live) – 3:41
12. About Today (Live) – 8:25

## Formazione
Gruppo
- Matt Berninger - voce
- Aaron Dessner - chitarra, basso, piano
- Bryce Dessner - chitarra
- Scott Devendorf - basso, chitarra
- Bryan Devendorf - batteria

Collaboratori
- Sufjan Stevens (1)
- Marla Hansen (2)
- Carin Besser - voce (7)
- Marc Meeuwissen - trombone (11 e 12)
- Tom Verschooren - trombone (11 e 12)
- John Birdsong - corno (11 e 12)